# Synavea minazi
Synavea minazi är en insektsart som först beskrevs av Wilson 1987.  Synavea minazi ingår i släktet Synavea och familjen Derbidae. Inga underarter finns listade i Catalogue of Life.